# لورا تروت
لورا تروت (بالإنجليزية: Laura Trott) مواليد 24 أبريل 1992 في هارلو، إسكس، إنجلترا، هي دراجة بريطانية. شاركت في دورة الألعاب الأولمبية الصيفية وفازت بميدالية أولمبية.

## الميداليات
| الميدالية | المسابقة                       |
| --------- | ------------------------------ |
| ذهبية     | الألعاب الأولمبية الصيفية 2012 |
| ذهبية     | الألعاب الأولمبية الصيفية 2012 |
| ذهبية     | دورة ألعاب الكومنولث 2014      |

## روابط خارجية
- لورا تروت على موقع الاتحاد الدولي للدراجات (الإنجليزية)
- لورا تروت على موقع أرشيف الدراجات (الإنجليزية)
- لورا تروت على موقع إحصائيات الدراجات الإحترافية (الإنجليزية)
- لورا تروت على موقع نسبة الدراجات (الإنجليزية)
- لورا تروت على موقع CycleBase (الإنجليزية)
- لورا تروت على موقع اللجنة الأولمبية الدولية (الإنجليزية)
- لورا تروت على موقع أوليمبيديا (الإنجليزية)
- لورا تروت على موقع اللجنة الأولمبية البريطانية (الإنجليزية)
- لورا تروت على موقع اتحاد ألعاب الكومنولث (مؤرشف) (الإنجليزية)